# Île Tamar
Pour les articles homonymes, voir Tamar.
L'île Tamar (en espagnol : Isla Tamar) est une île située dans la région de Magallanes et de l'Antarctique chilien, au sud-ouest de l’île Emiliano Figueroa. Elle appartient à l'archipel de la Terre de Feu. Sa partie Sud donne sur le détroit de Magellan.

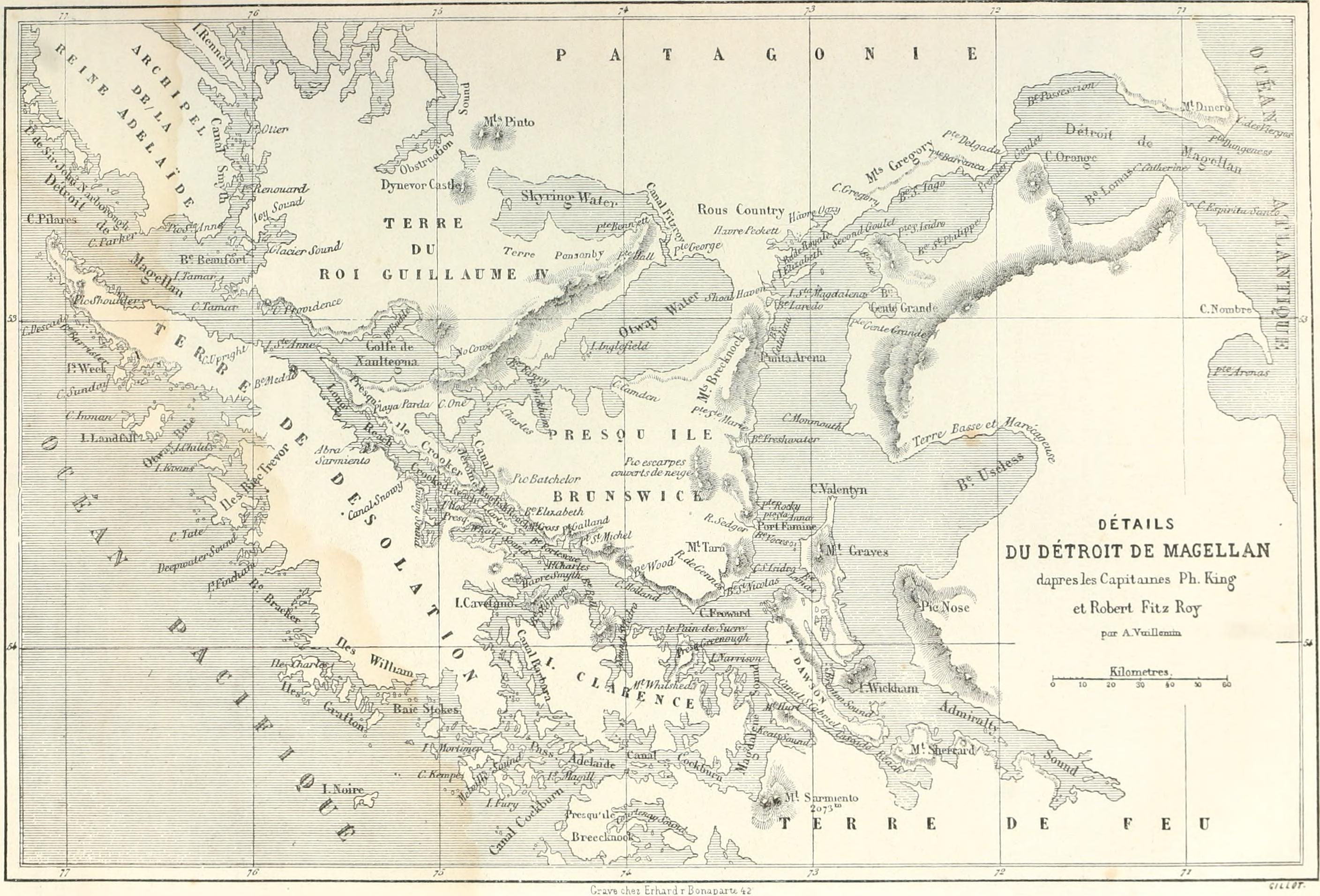
L'île Tamar, au large du cap Tamar, sur une carte du détroit de Magellan datant de 1860